# 나를 미치게 하는 여자
《나를 미치게 하는 여자》(영어: Trainwreck)는 2015년 공개된 미국의 로맨틱 섹스 코미디 영화이다. 저드 애퍼타우 감독이 연출하고, 코미디언 에이미 슈머가 주연하고 직접 각본을 썼다. 빌 헤이더가 남주인공으로, 브리 라슨, 콜린 퀸, 존 시나, 틸다 스윈턴, 러브론 제임스가 조역으로 출연하였다. 가벼운 남자 관계만을 이어가던 주인공 에이미 타운젠드가 스포츠 전문의 에런 코너스와 만나며 진짜 사랑을 찾아간다는 내용이다.
본 촬영은 2014년 5월 19일 뉴욕에서 시작되었다. 2015년 3월 15일 사우스 바이 사우스웨스트 영화제에서 전 세계 최초로 상영되었으며, 2015년 7월 17일 유니버설 스튜디오 배급을 통해 미국에서 극장 개봉하였다. 2016년 제73회 골든 글로브상 뮤지컬·코미디 영화 부문 작품상과 제68회 미국 작가 조합상 각본상 후보에 올랐다.

## 줄거리
에이미와 킴 자매의 아버지 고든은 23년 전 자매의 어머니와 이혼하면서, 일부일처제는 허상이라는 말을 남겼다. 현재, 에이미는 아버지의 말을 실천이라도 하듯 '헤픈 여자'를 자칭하면서 수많은 남자들과 원나이트 스탠드를 즐기고 한번에 여러 남자들과 교제하고 있다. 반면에 동생인 킴은 아들이 딸린 돌싱남과 결혼하여 정착한 삶을 살고 있다. 아버지는 양로원으로 보내졌는데, 아버지를 존중했던 에이미와 달리 킴은 난봉꾼이었던 아버지를 별로 좋아하지 않았다. 어느 날, 에이미는 직장인 남성잡지 편집부로부터 스포츠 전문 의사 에런 코너스를 취재하라는 지시를 받는다. 스포츠에 일자무식인 에이미는 난색을 표하지만 편집장은 오히려 그렇기에 신선한 기사가 나올 것이며 잘되면 에이미에게 편집장 자리를 주겠다고 하면서 강권한다.
에런을 인터뷰하던 중에 동생 킴이 아버지를 더 싼 양로원에 보내자고 하자 에이미는 기분이 안 좋아진다. 에런은 에이미를 진정시키면서 같이 식사를 하게 되고, 에런의 젠틀함에 끌린 에이미는 평소처럼 그와 하룻밤 관계를 즐긴다. 그런데 다음 날, 에런은 관계를 이어가고 싶다면서 데이트 신청을 해오고 에이미는 당황한다. 에런은 몇 년간 여자친구가 없는 상황이었고, 친구인 농구 선수 러브론은 에런이 새로운 연애를 시작하자 기뻐한다. 어쨌든 취재를 이어가야 했기에, 에이미는 에런과 지속적으로 만나면서 그의 외과의로서의 삶을 경험한다. 교제 중에 한 번은 아버지가 양로원에서 넘어져 머리를 찧는데, 에런이 에이미와 함께 달려가서 아버지를 치료해준다. 아버지는 의외로 에런을 좋게 봐준다.
에런과 에이미 커플은 서로에게 깊게 빠져든다. 에이미는 생전 처음인 이런 깊은 관계가 익숙하지 않아 걱정하지만, 동생 킴이 자연스러운 일이라면서 격려한다. 하루는 에이미 커플이 동생 부부와 파티에 가는데, 이 파티에서 에런은 에이미가 이제까지 가벼운 연애만을 즐겼음을 알게 된다. 한편 아버지 고든이 약을 과다 투여하여 갑작스레 죽게 된다. 큰 충격을 받은 에이미는 아버지의 장례식 후 킴에게 아버지를 돌보지 않았다면서 비난한다. 직후 에런은 상심에 빠진 에이미에게 갑자기 진심으로 사랑하고 있다고 고백한다.
에런은 국경 없는 의사회에서 상을 받게 되자 에이미를 시상식에 데리고 간다. 에런은 에이미에게 전하는 수상 소감을 준비하였으나, 막상 에런이 시상대에 올랐을 때 에이미는 편집장으로부터 쓸데없는 전화를 받는 바람에 시상식장을 나가버려서 듣지 못한다. 이 때문에 에런은 에이미와 다투게 되고 에이미는 자신은 이런 사랑을 받을 사람이 아니라면서 아예 에런과 헤어지려고 한다. 이후 두 사람은 서로의 진심을 털어놓으면서 상한 감정을 푼다. 에런은 중요한 수술(어마레이 스토더마이어의 무릎 수술)을 앞두고 있던 차라, 에이미와는 잠시 생각하는 시간을 갖기로 한다.
그 사이 에이미는 회사 파티에 참석하는데, 엉겁결에 젊은 인턴과 섹스를 하다가 들키고 그가 미성년자라는 게 밝혀지는 바람에 회사에서 해고된다. 이후 킴네 집에 찾아가 여태까지의 자신의 삶을 고백하고 반성한다. 바뀌기로 결심한 에이미는 우선 에런을 취재한 기사를 배니티 페어지에 투고한다. 이후 매디슨 스퀘어 가든에서 러브론, 어마레이 등이 뛰는 농구 경기가 열리고 에런은 경기를 관람한 뒤에 가려고 하는데, 어떤 치어리더가 나타나 그를 경기장을 끌고 간다. 그곳에 가니 에이미가 치어리더복을 입고 다른 치어리더들과 함께 조금 어설프지만 정성이 느껴지는 춤을 보여준다. 안무곡에는 에런이 좋아하는 노래 〈Uptown Girl〉도 들어있다. 에이미는 에런에게 안기고 모두가 지켜보는 곳에서 키스를 하며 뒹군다.

## 출연
| - 에이미 슈머 - 에이미 타운젠드 역 - 데빈 패브리 - 9세 에이미 역 - 빌 헤이더 - 에런 코너스 의사 역 - 브리 라슨 - 킴 타운젠드 역 - 칼라 우댄 - 5세 킴 역 - 콜린 퀸 - 고든 타운젠드 역 - 존 시나 - 스티븐 역 - 마이크 버비글리아 - 톰 역 - 데이브 어텔 - 노엄 역 - 러브론 제임스 - 본인 역 - 에번 브링크먼 - 앨리스터 역 - 노먼 로이드 - 노먼 역 - 키스 로빈슨 - 영화관의 흑인 남성 역 - 피트 데이비드슨 - 에런 코너스의 환자 역 - 조시 세가라 - 스태튼아일랜드의 올리 역 - 보비 켈리 - 원나이트 사내 역 - 댄 소더 - 쓰레기통 사내 역 - 팀 메도스 - 팀 역 - 짐 플로런틴 - 원나이트 사내 역 - 니키 글레이저 - 리사 역 - 클로디아 오도허티 - 웬디 역 - 브리짓 에버렛 - 캣 역 - 레이철 파인스타인 - 간호사 레이철 역 | 에이미네 편집부 - 버네사 베이어 - 니키 역 - 에즈라 밀러 - 도널드 역 - 랜들 박 - 브라이슨 역 - 존 글레이저 - 슐츠 역 - 틸다 스윈턴 - 다이애나 역 카메오 출연 - 대니얼 래드클리프 - 영화 속 개 산책시키는 인물 역 - 머리사 토메이 - 영화 속 개주인 역 - 어마레이 스토더마이어 - 본인 역 - 클리프 "메소드 맨" 스미스 - 테멤베 역 - 레슬리 존스 - 성난 지하철 승객 역 - 마브 앨버트 - 본인 역 - 매슈 브로더릭 - 본인 역 - 크리스 에버트 - 본인 역 - 토니 로모 - 본인 역 |  |

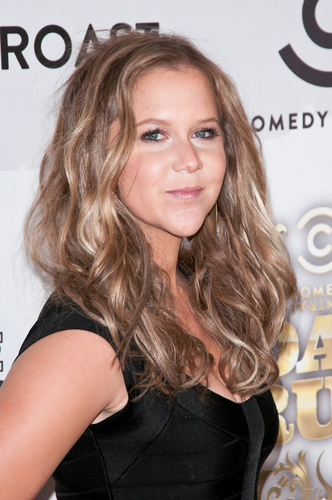
영화의 주연인 에이미 슈머.